# Szczelina przy Tomanowym Okapie

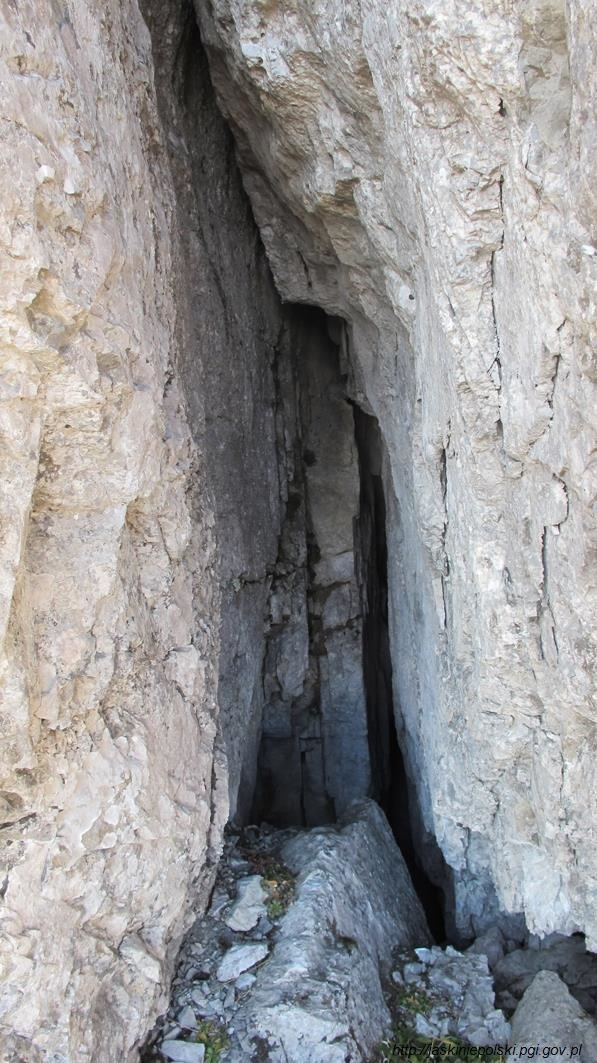
Otwór jaskini

Szczelina przy Tomanowym Okapie – jaskinia, a właściwie schronisko, w Dolinie Kościeliskiej w Tatrach Zachodnich. Wejście do niej położone jest w zboczu Rzędów Tomanowych opadającym do Doliny Tomanowej, powyżej Kazalnicy, w pobliżu jaskiń Okno nad Tomanową, Tomanowy Okap i Groty w Rzędach, na wysokości 1926 metrów n.p.m. Długość jaskini wynosi 4,5 metrów, a jej deniwelacja 2,3 metrów.

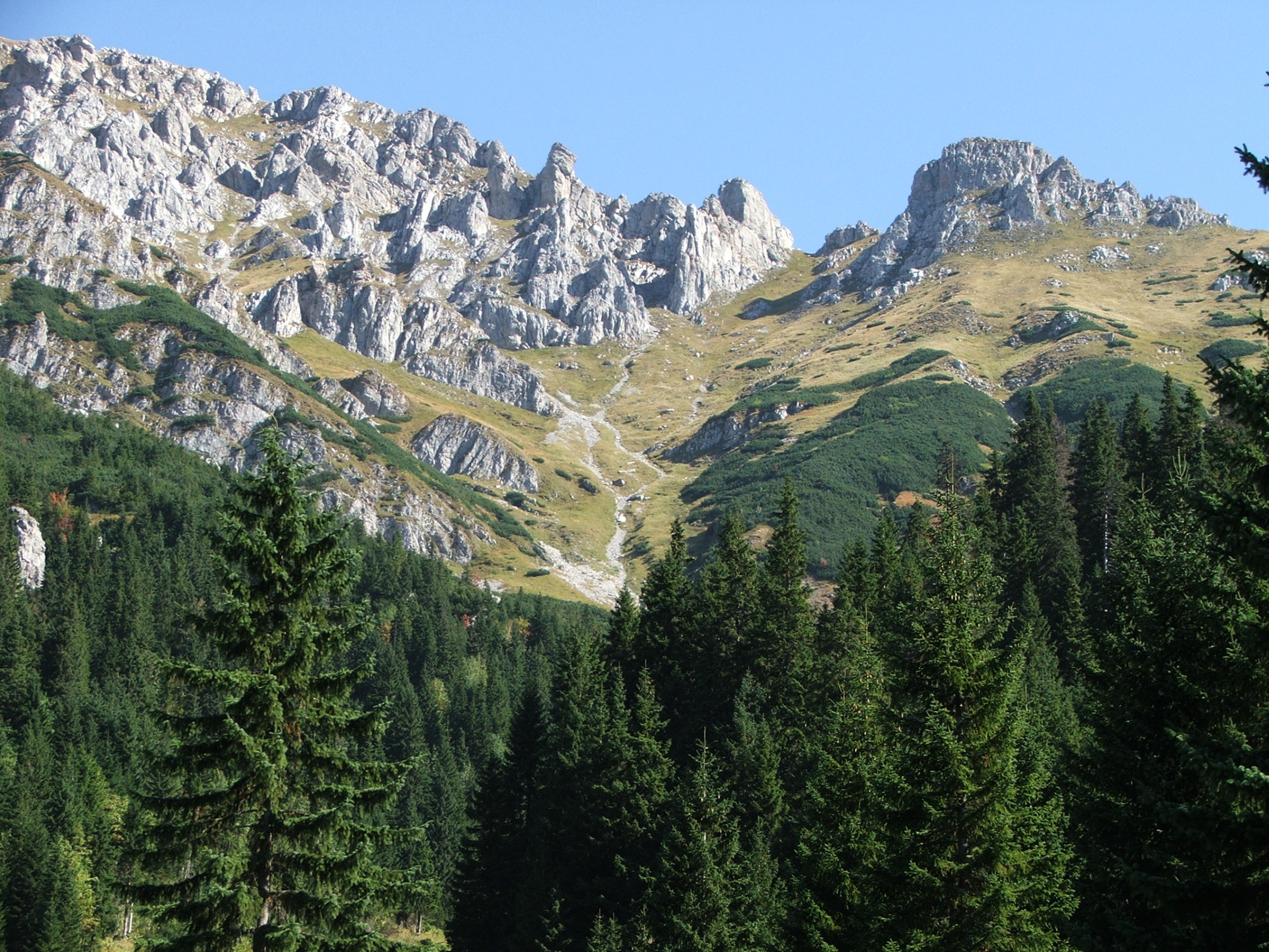
Rzędy Tomanowe

## Opis jaskini
Jaskinię stanowi wąski, idący w dół, szczelinowy korytarzyk zaczynający się w małym, trójkątnym otworze wejściowym i kończący szczeliną nie do przejścia.

## Przyroda
W jaskini brak jest nacieków. Ściany są suche, nie ma na nich roślinności.

## Historia odkryć
Jaskinia była prawdopodobnie znana od dawna. Pierwszy jej plan i opis sporządził J. Nowak w 2008 roku.